# 바라칼도

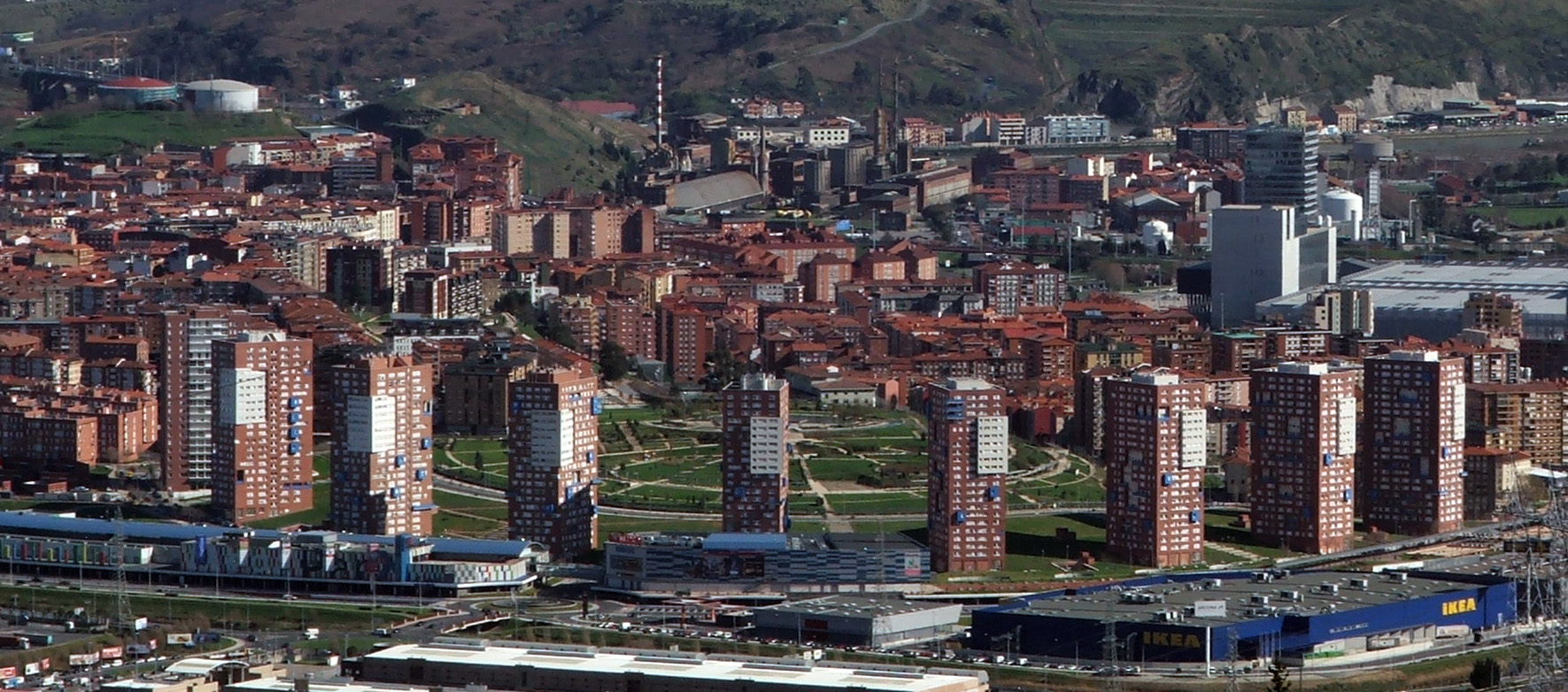

바라칼도(스페인어: Baracaldo)는 스페인 바스크주 비스카이아도에 위치한 자치시이다.